# Jackson (Wyoming)
Jackson é uma vila localizada no estado americano do Wyoming, no Condado de Teton. Está situada no vale conhecido como Jackson Hole, nome pelo qual é frequentemente chamada de forma errônea.
A vila ganhou fama significativa quando uma transmissão ao vivo da praça central se tornou viral no Youtube em 2016, causando fascinação pelos arcos de chifre de cervos da cidade e pelo prevalecimento de caminhonetes vermelhas.

## Geografia
De acordo com o United States Census Bureau, a vila tem uma área de 7,6 km², onde 7,5 km² estão cobertos por terra e 0,1 km² por água.

### Localidades na vizinhança
O diagrama seguinte representa as localidades num raio de 40 km ao redor de Jackson.

## Demografia
Segundo o censo nacional de 2010, a sua população é de 9 577 habitantes e sua densidade populacional é de 1 270,69 hab/km². É a localidade mais densamente povoada do Wyoming. Possui 4 736 residências, que resulta em uma densidade de 628,38 residências/km².